# Eutolype
Eutolype is een geslacht van vlinders van de familie Uilen (Noctuidae), uit de onderfamilie Psaphidinae.

## Soorten
- E. damalis Grote, 1880
- E. depilis Grote, 1881
- E. grandis Smith, 1898
- E. rolandi Grote, 1874